# Rio Bejna
O Rio Bejna é um rio da Romênia afluente do Rio Valea Mare, localizado no distrito de Caraş-Severin.